# Dioscorea smilacifolia
Dioscorea smilacifolia är en enhjärtbladig växtart som beskrevs av De Wild. och Théophile Alexis Durand. Dioscorea smilacifolia ingår i släktet Dioscorea och familjen Dioscoreaceae. Inga underarter finns listade i Catalogue of Life.